# Yukuhashi
Yukuhashi (行橋市, Yukuhashi-shi) est une ville du Japon située dans la préfecture de Fukuoka.

## Géographie

### Localisation
Yukuhashi est située dans l'est de la préfecture de Fukuoka, au bord de la mer intérieure de Seto. 

### Démographie
En 2011, la population de Yukuhashi était de 70 574 habitants répartis sur une superficie de 70,06 km2 (densité de population de 1 000 hab./km2). En août 2021, elle s'élevait à 72 850 habitants.

#### Évolution de la population
| 1926   | 1931   | 1936   | 1941   | 1948   | 1951   | 1956   | 1961   | 1968   |
| ------ | ------ | ------ | ------ | ------ | ------ | ------ | ------ | ------ |
| 26 422 | 28 871 | 30 444 | 32 937 | 41 312 | 42 109 | 46 426 | 47 188 | 47 495 |

| 1973   | 1978   | 1983   | 1988   | 1991   | 1996   | 2001   | - | - |
| ------ | ------ | ------ | ------ | ------ | ------ | ------ | - | - |
| 47 843 | 53 750 | 61 838 | 65 527 | 65 711 | 67 833 | 69 737 | - | - |

### Occupation des sols
| Type de surface        | Superficie (km2) | %    |
| ---------------------- | ---------------- | ---- |
| Rizière                | 23,12            | 33,1 |
| Champs                 | 3,60             | 5,2  |
| Terrains d'habitations | 10,79            | 15,5 |
| Campagne               | 1,48             | 2,1  |
| Forêts                 | 8,60             | 12,3 |
| Semences               | 1,96             | 2,8  |
| Autres                 |                  | 29   |

## Histoire
La ville moderne de Yukuhashi a été fondée le 10 octobre 1954.

## Économie
Yukuhashi abrite des usines des groupes Yaskawa Electric Corporation, Rohm et TOTO.

## Transports
Yukuhashi est desservie par les routes nationales 10, 201 et 496.
La ville est desservie par la ligne principale Nippō de la JR Kyushu et la ligne Tagawa de la Heisei Chikuho Railway. La gare de Yukuhashi est la principale gare de la ville.

## Personnalités liées à la municipalité
- Suematsu Kenchō (1855-1920), homme politique et écrivain, est né à Yukahashi.